# Casinaria melanolophiae
Casinaria melanolophiae är en stekelart som beskrevs av Walley 1959. Casinaria melanolophiae ingår i släktet Casinaria och familjen brokparasitsteklar. Inga underarter finns listade.